# 格利博喬克 (新烏希齊亞區)
48°51′30″N 27°9′56″E / 48.85833°N 27.16556°E
格利博喬克（烏克蘭語：Глибочок），是烏克蘭西部的村莊，隸屬赫梅利尼茨基州的卡緬涅茨-波多利斯基區。該村始建於1208年，面積5.69平方公里，海拔高度296米，2001年人口487，人口密度每平方公里217.1人。